# Georg Greflinger
Georg Greflinger (auch Gräflinger, Grefflinger, Grevlinger, Greblinger, Pseud. Celadon od. Seladon, * um 1620 in Neunburg vorm Wald; † 1677 in Hamburg) war ein deutscher Dichter und Zeitchronist. Er gilt als erster deutschsprachiger Zeitungsredakteur im heutigen Sinne, der für den Nordischen Mercurius ein seinerzeit modernes Publikationskonzept entwickelte.

## Leben
Georg Greflinger besuchte das evangelische Gymnasium poeticum in Regensburg zu der Zeit, als im Dreißigjährigen Krieg die Kämpfe um Regensburg (1632–1634) erfolgten. Von den Kriegswirren umhergetrieben, wird Greflinger erstmals als Student der Universität Wittenberg (Leucorea) archivalisch greifbar. Der Einfluss des zu dieser Zeit an der Leucorea lehrenden Altphilologen, Poeten und Literaturtheoretikers Augustus Buchner auf den Studenten Greflinger ist unverkennbar.
Nach langer Wanderschaft erreichte Greflinger über Dresden, Schlesien, Danzig und Frankfurt am Main die Hansestadt Hamburg, wo er sich 1646 als Dichter und Journalist niederließ. Schon 1653 wurde er von seinem Förderer, dem Dichter und Prediger Johann Rist mit der Dichterkrone zum Poeta laureatus gekrönt und 1654 in den Elbschwanenorden aufgenommen und benutzte als Pseudonym den Schäfernamen Seladon bzw. Celadon.
In Hamburg war Greflinger sowohl als Übersetzer wie auch als Gelegenheitsdichter ungemein produktiv. Dünnhaupt verzeichnet fast 500 Einzeldrucke, doch wenn die in Hamburg aufgetretenen Kriegsverluste berücksichtigt werden, könnte seine Gesamtproduktion noch umfangreicher gewesen sein. Die Zeitgenossen schätzten ihn vor allem als Liederdichter.
Literarhistorischen Ruf erlangte seine große Reimchronik zum Dreißigjährigen Krieg, die 1657 unter dem Titel Der Deutschen Dreyßig-Jähriger Krieg erschien. Die Chronik umfasste rund 5000 Verse im Versmaß der Alexandriner. Bekannt wurde er auch durch die erste deutsche Übersetzung des Cid von Pierre Corneille (auf Grundlage der niederländischen Übersetzung von Johan van Heemskerk aus dem Jahr 1641).
In den Jahren von 1663 bis 1665 begann Greflinger mit der Herausgabe der Wochenzeitung Norddeutscher Mercurius, die von seinen Söhnen bis 1730 fortgeführt wurde. In der zweiten Hälfte des 17. Jahrhunderts avancierte die Zeitung zu einer der maßgeblichen Zeitungen des nordeuropäischen Raums. Greflinger ordnete die Nachrichten nach thematischen Rubriken und behandelte relevante Themen ausführlicher als normale Themen. Er baute lokale und globale Nachrichten mit ein und verwendete auch verschiedene feuilletonistische Elemente. Damit zählt Greflinger zu den frühesten deutschen Journalisten. Das heute übliche Ressort-System geht im Wesentlichen auf ihn zurück.
Aufsehen erregte seine Zeitung mit einem erstmals in Fortsetzungen veröffentlichten Zeitungsroman. Publiziert wurde der 1668 in England erschienene Roman von Henry Neville Die Insel der Fruchtbarkeit (Originaltitel englisch „The Isle of Pines“).
Bei dem Roman handelt es sich um eine Schiffbruchserzählung, eine frühe Robinsonade, in der eine erschreckende, nicht wünschenswerte, dystopische Gesellschaftsordnung beschrieben wird. Der Roman wurde zu der Zeit von vielen Lesern als wahrer Bericht verstanden.

## Rezeption und Ehrungen
Achim von Arnim und Clemens Brentano nahmen das Lied Lasset uns scherzen in Des Knaben Wunderhorn auf. Einem größeren Publikum ist Greflinger als Protagonist in Günter Grass Erzählung "Das Treffen in Telgte" (1979) bekannt geworden.
In Hamburg wurde eine Straße im Stadtteil Hamburg-Winterhude nach Greflinger benannt. In seiner Heimatstadt Regensburg ist Greflinger als Person nahezu unbekannt, obwohl eine wichtige Ost-West-Verbindungsstraße nach ihm benannt wurde Selbst in der umfassenden Regensburg-Chronik von Karl Bauer ist zwar der Name Greflingerstraße erwähnt, nicht aber die dahinter stehende Person und ihre bleibenden Leistungen, die Greflinger in Hamburg erbracht hat.

## Werke
- Seladons Beständige Liebe. Schleich, Frankfurt am Main 1644. (Digitalisat)
- Ferrando-Dorinde, zweyer hochverliebt gewesenen Personen erbärmliches Ende. Schleichen, Frankfurt am Main 1644.
- Der Deutschen Dreyssig-Jähriger Krieg. Hamburg 1657. Digitalisat und Volltext im Deutschen Textarchiv

Neudruck hrsg. mit Kommentar von Peter M. Ehrle, Fink, München 1983, ISBN 3-7705-2126-9.
- Ethica complementoria. Das ist: Complementir-Büchlein, In welchem enthalten, eine richtige Art, wie man so wol mit hohen als niedrigen Stands-Personen: bey Gesellschafften und Fraue[n]-Zimmer Hofzierlich reden, und umgehen solle. Werner, Hamburg 1646. (Digitalisat)
- Poetische Rosen und Dörner, Hülsen und Körner. s. n., Hamburg 1655. (Digitalisat)
- Seladons Weltliche Lieder. Wächter, Frankfurt am Main 1651. (Digitalisat)
- An seine Gesellschaft
- Celadonische Musa. Inhaltende Hundert Oden Und Etlich Hundert Epigrammata. Hamburg 1663. (Digitalisat)